# Mission: Impossible - Protocollo fantasma
Mission: Impossible - Protocollo fantasma (Mission: Impossible - Ghost Protocol) è un film del 2011 diretto da Brad Bird.
È il quarto film della serie Mission: Impossible, in cui Tom Cruise veste i panni dell'agente della Impossible Mission Force (IMF), Ethan Hunt. Tra gli altri interpreti del film figurano Jeremy Renner, Josh Holloway, Paula Patton, Simon Pegg e Michael Nyqvist.

## Trama
Un agente dell'IMF viene ucciso a Budapest dall'assassina professionista Sabine Moreau, che s'impossessa di un file contenente i codici di lancio nucleari russi, per poterli consegnare ad un uomo noto come "Cobalt".
Nel frattempo, l'agente dell'IMF Ethan Hunt si è fatto intenzionalmente incarcerare in una prigione di Mosca per far evadere Bogdan, una possibile fonte di informazioni su Cobalt. Con l'aiuto di Jane Carter e di Benji Dunn, appena promosso agente operativo, Hunt e Bogdan fuggono. L'IMF incarica Hunt di introdursi nel Cremlino per ottenere maggiori informazioni su Cobalt. Durante la missione, un'entità sconosciuta trasmette sulla frequenza dell'IMF provocando la detonazione di una bomba. La squadra di Hunt fa appena in tempo ad interrompere l'operazione, quando l'esplosione distrugge parte del Cremlino. Carter e Dunn fuggono, ma Hunt viene catturato e sospettato dall'agente Anatoly Sidirov di essere implicato nell'attentato.
Hunt riesce a fuggire e incontra il segretario dell'IMF, che è a Mosca per altri motivi. Il segretario dice a Hunt di aver dovuto avviare il "Protocollo Fantasma", sconfessando l'IMF, ma gli ordina di continuare a cercare Cobalt in segreto. Gli uomini di Sidirov li raggiungono e il segretario viene ucciso. Hunt riesce però a fuggire con l'aiuto dell'analista dell'IMF William Brandt. Questi identifica Cobalt con Kurt Hendricks, uno stratega nucleare svedese che cerca di provocare una guerra nucleare tra Stati Uniti e Russia. Hendricks ha usato l'attentato al Cremlino per coprire il furto di un dispositivo di lancio nucleare russo e ora deve incontrare Moreau a Dubai per acquistare da lei i codici di lancio necessari.
Hunt e colleghi si recano a Dubai. Nel grattacielo Burj Khalifa, ingannano Moreau e Wistrom, il braccio destro di Hendricks, facendo loro credere che si stanno incontrando, quando in realtà hanno di fronte i membri del team IMF. Moreau scopre l'inganno e, nel caos che ne deriva, Wistrom riesce a scappare con i codici di lancio, mentre lei muore. Hunt incontra Bogdan per ottenere maggiori informazioni su Hendricks e, intanto, Brandt rivela agli altri di sentirsi responsabile per l'uccisione di Julia, la moglie di Hunt, e di aver abbandonato per questo motivo il ruolo di agente operativo.
Bogdan indirizza Ethan a Mumbai, dove Hendricks vuole prendere il controllo di un satellite per telecomunicazioni, necessario per inviare i codici di lancio a un sottomarino russo. La squadra dell'IMF si divide per fermare Hendricks: Carter seduce l'imprenditore indiano proprietario del satellite per ottenerne il codice di controllo, mentre Hunt, Brandt e Dunn cercano d'impedire a Hendricks di trasmettere i codici di lancio, ma arrivano troppo tardi per evitare che un missile sia lanciato verso San Francisco. Brandt e Dunn cercano affannosamente di prendere il controllo del missile, mentre Hunt insegue Hendricks, affrontandolo in un parcheggio. Hendricks, messo alle strette da Ethan, mette in difficoltà quest'ultimo gettandosi da un'altezza elevata col dispositivo di lancio proprio mentre il missile inizia la discesa e muore. Hunt raggiunge il dispositivo e disabilita il missile pochi istanti prima dell'impatto, mentre Sidirov, che ha seguito l'IMF da Dubai, arriva e si rende conto che l'IMF non è responsabile dell'attentato al Cremlino.
Nella scena finale, quando la squadra s'incontra di nuovo, per ognuno di loro è pronta una nuova missione. Tutti accettano, tranne Brandt, che confessa ad Ethan il suo fallimento nel proteggere Julia. Quest'ultimo, però, gli rivela che si è trattato di un'operazione per simulare la morte di lei e fornirle una nuova identità e, inoltre, dare a lui la possibilità d'introdursi nella prigione russa. Brandt, sollevato, accetta la sua  missione, e ridiventa un agente operativo.

## Produzione

### Regia
La regia è stata affidata a Brad Bird, alla sua prima esperienza in live action dopo aver diretto vari film d'animazione come Ratatouille e Gli Incredibili. Il film, che ha avuto un budget di circa 140 milioni di dollari, è stato parzialmente girato con macchine da presa IMAX.

### Cast
Tom Cruise interpreta per la quarta volta il ruolo dell'agente Ethan Hunt. Insieme a Ving Rhames, qui presente solo in un cameo, è l'unico attore ad aver preso parte a tutti i film della saga. Ritornano inoltre da Mission: Impossible III Simon Pegg nei panni di Benji Dunn e, anch'essa solo per una fugace apparizione, Michelle Monaghan in quelli di Julia Mead, moglie di Ethan.

### Riprese
La lavorazione del film è iniziata il 29 settembre 2010 e terminata il 19 marzo 2011. Le riprese hanno avuto luogo a Dubai, Budapest, Mosca, Mumbai e Vancouver. Molte delle scene girate a Dubai sono state ambientate nel Burj Khalifa, l'edificio più alto del mondo. Inoltre la prigione di Mosca che viene rappresentata nel film è un vero ex carcere nei pressi di Praga.
Nella scena in cui Ethan Hunt scala all'esterno il Burj Khalifa, Cruise non ha usato alcuna controfigura. La lotta tra Hunt e Kurt Hendricks si svolge in un parcheggio multi-piano ricostruito a Vancouver, realizzato appositamente per il film.

## Distribuzione
Il primo trailer del film è stato diffuso il 29 giugno 2011, proiettato prima di Transformers 3. La colonna sonora del trailer è Won't Back Down di Eminem e P!nk.
L'uscita nelle sale cinematografiche statunitensi è avvenuta il 16 dicembre 2011, mentre in Italia è stato distribuito il 27 gennaio 2012.

## Accoglienza

### Incassi
Il film è stato un grande successo al botteghino incassando 209397903 $ in Nordamerica  e 485315477 $ nel resto del mondo, per un totale di 694713380 $, divenendo il secondo film di maggiore incasso del franchise nonché il 5º maggiore incasso cinematografico del 2011.

### Critica
Secondo l'aggregatore di recensioni Rotten Tomatoes, il film ha ottenuto un indice di apprezzamento del 93% e un voto di 7,7 su 10 sulla base di 253 recensioni. Il consenso critico del sito recita: «elegante, frenetico e ricco di scene avvincenti, il quarto Mission: Impossible è un intrattenimento da popcorn ad alto budget che funziona davvero». Su Metacritic, il film ha ottenuto un voto di 73 su 100 sulla base di 47 recensioni, indicando giudizi «generalmente favorevoli».

## Riconoscimenti
- 2012 – MTV Movie Awards
  - Candidatura per miglior combattimento a Tom Cruise e Michael Nyqvist
- 2012 – Saturn Award
  - Miglior film d'azione
  - Candidatura per miglior regia a Brad Bird
  - Candidatura per miglior attore a Tom Cruise
  - Candidatura per miglior attrice non protagonista a Paula Patton
  - Candidatura per miglior colonna sonora a Michael Giacchino

## Sequel
Il film ha avuto quattro sequel: Mission: Impossible - Rogue Nation (2015), Mission: Impossible - Fallout (2018), Mission: Impossible - Dead Reckoning (2023) e Mission: Impossible - The Final Reckoning (2025).